# Arbajo
Arbajo (Nepali आरबाजो), auch ārbajo, arbaja und aarbajo, ist eine seltene viersaitige Langhalslaute, die regional in der Volksmusik im Westen Nepals gespielt wird. Üblicherweise diente sie einem Barden der sozial niedrigstehenden Musikerkaste Gaine (Gandharva) zur Begleitung traditioneller Volkslieder. Wesentlich häufiger verwenden Gaine jedoch heute an ihrer Stelle die gestrichene nepalesische sarangi. Die arbajo gehört zusammen mit der tungna in Nepal und der tibetischen dran-nye zu einer Gruppe gezupfter Lauten mit Hautdecke und einem unterschiedlich taillierten Korpus in der Himalayaregion.

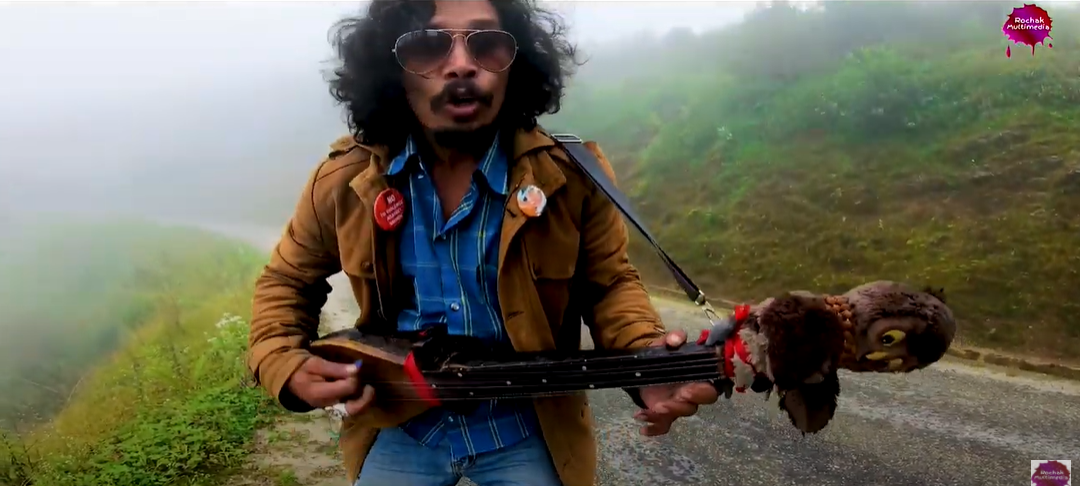
Der nepalesische Musiker und Schauspieler Prakash Gandharva spielt arbajo

## Herkunft und Verbreitung
In Mesopotamien war die Langhalslaute – Abbildungen auf Siegeln zufolge – ab der Akkadzeit gegen Ende des 3. Jahrtausends v. Chr. bekannt. In Nordindien sind Langhalslauten erstmals auf den Reliefs buddhistischer Stupas aus dem 2./1. Jahrhundert v. Chr. abgebildet. Erkennbar sind ein birnenförmiger Korpus und drei bis fünf Saiten. Besonders genau dargestellt ist eine birnenförmige Langhalslaute auf einem Kalksteinrelief aus dem 2./3. Jahrhundert n. Chr., das sich am Stupa von Amaravati befand und einen Bodhisattva zeigt, der von musizierenden und tanzenden Gottheiten auf die Erde begleitet wird. Im Verlauf des 1. Jahrtausends löste dieser Lautentyp die ältere Bogenharfe ab. 
Ein aus der Gegend von Gwalior stammendes Relief aus der Gupta-Zeit (5./6. Jahrhundert) zeigt in einer Tanzszene eine birnenförmige Laute vereint mit einer Bogenharfe (entsprechend der burmesischen saung gauk). Derselbe Lautentyp erscheint mehrfach in den buddhistischen Höhlenmalereien von Ajanta (6. Jahrhundert). Dieser Lautentyp mit einem kürzeren Hals, einem birnenförmigen Korpus und zwei bis drei Saiten ist von Reliefs der Region Gandhara aus dem 1. und 2. Jahrhundert n. Chr. bekannt. Er entspricht dem zentralasiatischen barbat und der chinesischen pipa. Terrakotta-Darstellungen von Kurzhalslauten mit einem ovalen oder runden Korpus und zwei oder drei Saiten aus dem 1. bis 4. Jahrhundert wurden auch in Merw in der historischen Region Margiana (heute im Osten Turkmenistans) gefunden. Während Kurzhalslauten im 1. Jahrtausend im südlichen Zentralasien in den Regionen Margiana, Sogdien und Baktrien überwogen, waren weiter nördlich, in der historischen Region Choresmien, Langhalslauten verbreitet. Die dort belegten zweisaitigen birnenförmigen Langhalslauten gelten als Vorläufer der kasachischen dombra, deren Verwandte sich mit den zentralasiatischen Nomaden bis nach Kleinasien (tanbur) und Afghanistan (dambura) verbreitet haben.
Neben Abbildungen von Lauten mit einem gerundeten Korpus finden sich in Gandhara und in Merw in der ersten Jahrhunderten n. Chr. auch solche mit einem seitlich eingekerbten oder taillierten Korpus. Leicht tailliert ist der Korpus einer viersaitigen Kurzhalslaute auf dem Airtam-Fries aus dem 2. Jahrhundert, das nahe der usbekischen Stadt Termiz ausgegraben wurde und zur Kultur Baktriens gehört. Die ältesten Darstellungen von solchen Lauten mit einem seitlich eingebuchteten Korpus stammen aus dem 2. Jahrtausend v. Chr., erkennbar etwa auf einem Ostrakon der altägyptischen 18. Dynastie (um 1550–1320 v. Chr.) und auf einem hethitischen Steinrelief aus Alaca Höyük in der Türkei (15. Jahrhundert v. Chr.). Diese Korpusformen sind entfernte Vorläufer der heutigen, mehr oder weniger stark taillierten Lauten wie der Zupflaute Kabuli rubāb in Afghanistan, den nordindischen Streichlauten sarangi und dilruba sowie einigen Langhalslauten im Himalayaraum einschließlich der arbajo. Als etwa im 8. Jahrhundert die Bogenharfen in Nord- und Südindien (im Süden die Bogenharfe yazh) verschwanden, fehlten für mehrere Jahrhunderte in ganz Indien ebenso Lauten. An ihre Stelle traten Stabzithern. Langhalslauten kehrten erst mit der aus Zentralasien kommenden indo-islamischen Kultur kurz vor oder um das 13. Jahrhundert mit dem Beginn des Sultanats von Delhi nach Indien zurück. In der nordindischen Mogulmalerei ab dem 16. Jahrhundert lassen sich zentralasiatische und persische Lautentypen (wie die tanpura) erkennen.
In der altindischen Sanskrit-Literatur gehören Lauten zu den allgemein vina genannten Saiteninstrumenten. Wie die einzelnen Lauten damals bezeichnet wurden, ist nicht genau bekannt. Der um die Zeitenwende verwendete Name kacchapi verweist auf ein Saiteninstrument mit einem Korpus aus einem Schildkrötenpanzer (Sanskrit kacchapa, vgl. kacapi). Dieser Name wird auch in der kurz vor der Mitte des 18. Jahrhunderts verfassten musiktheoretischen Schrift Sangitanarayana für eine Langhalslaute angegeben. Die Beschreibung entspricht einer als rabāb mit fünf Saiten bekannten Vorläuferin der hauptsächlich im 19. Jahrhundert in Nordindien gespielten sechssaitigen sursingar.

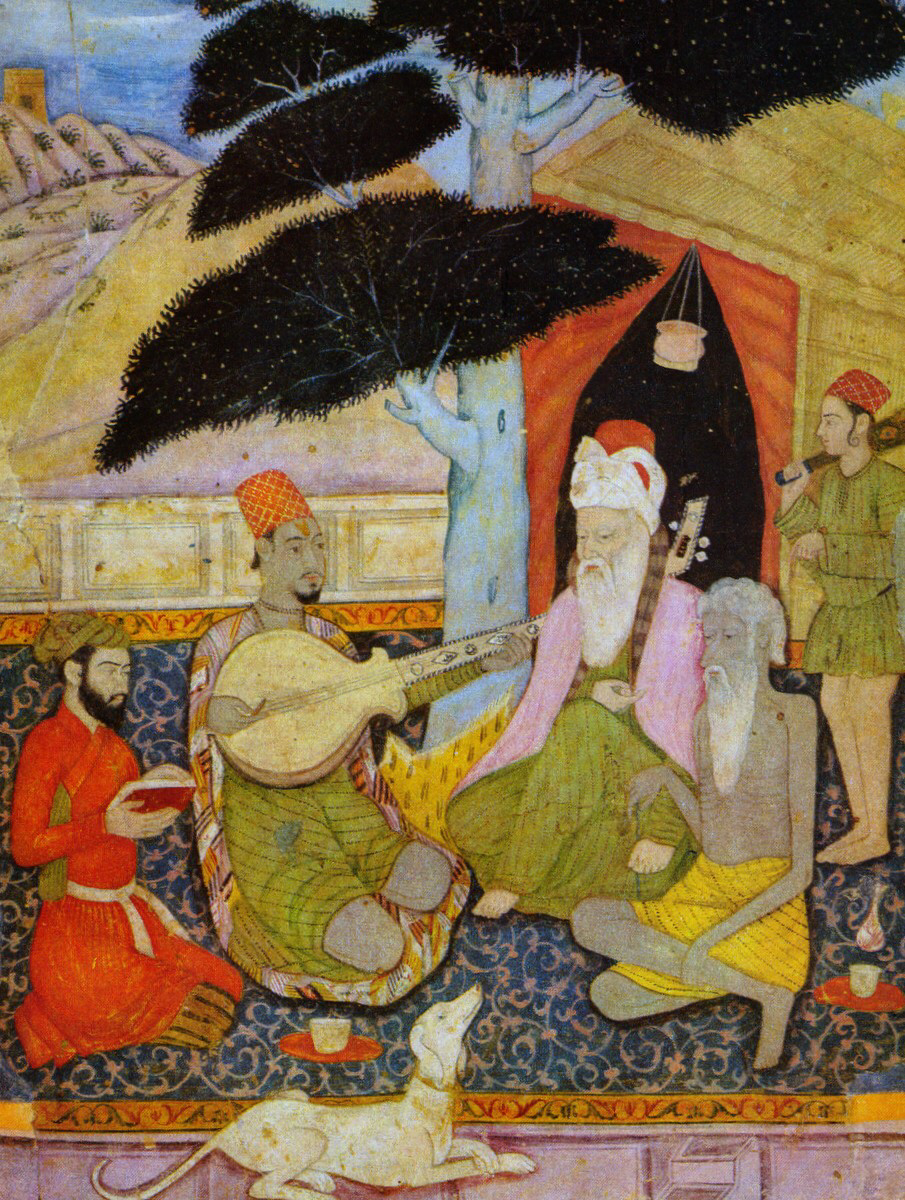
Viersaitige seni rubab mit kreisrundem Korpus und zackenförmigem Übergang zum Hals. Indische Miniatur aus Golkonda, um 1660–1670

Eine auf Arabisch als rubāb bezeíchnete gezupfte Langhalslaute mit einem birnenförmigen Korpus und zwei Saiten ist auf einer bemalten Lüsterschale aus dem 9. Jahrhundert abgebildet. Die in Mesopotamien gefundene Schale befindet sich im Museum für Islamische Kunst in Kairo. Am Übergang zum Hals schließt der Korpus mit auf beiden Seiten dreieckig auskragenden Zacken ab. Dieser besondere Korpustyp wird in der englischsprachigen Literatur barbed lute („Laute mit Widerhaken“) genannt und kommt in einigen Regionen Asiens vor. Tansen (um 1606–1589), der Hofmusiker des Mogulkaisers Akbar, soll der Überlieferung nach die indische Laute rabāb erfunden haben, die auf Abbildungen aus der damaligen Zeit mit ihrem ovalen Korpus und Zacken am Halsansatz persischen Lauten glich. Spätere Abbildungen zeigen unterschiedliche Formen der indischen rabāb. Erhaltene Exemplare aus dem 19. Jahrhundert wurden aus einem Holzblock gefertigt und besitzen eine runde, mit Ziegenhaut bespannte Korpusschale, die in einen ausgehöhlten Hals übergeht und sechs seitenständige Wirbel. Sie sind bis zu 120 Zentimeter lang. Varianten des zackenförmigen Korpusabschlusses haben beispielsweise in Nordindien bei der sursingar, schwach ausgeprägt bei der Streichlaute kamaica in Rajasthan und in der Himalayaregion bei der arbajo überlebt. Des Weiteren gehört hierzu die eng mit der arbajo verwandte dran-nye (auch dranyen), die in der tibetischen Musik (sgra-snyan), in Bhutan (sgra-snyan), Nepal (tungna), Sikkim und Ladakh gespielt wird. 
Weitere Langhalslauten vom Typ der arbajo, die in Nepal regional von einzelnen Ethnien gespielt werden oder wurden, sind die dhamaken der eine tibetobirmanische Sprache sprechenden Thakali im Distrikt Mustang (vier Saiten, etwa 70 Zentimeter lang), die dongmen der Sherpa in Ostnepal (sechs bis acht Saiten, 78 bis 90 Zentimeter lang), die hyanjing der zu den Tibetern gehörenden Bhote (auch Ngalog) vom Transhimalaya (acht Saiten, etwa 80 Zentimeter lang und Schafskopf am Wirbelkasten), die hyolmo tungna der Hyolmo-Ethnie im Gebiet Helambu (vier Saiten, etwa 70 Zentimeter lang und Dämonenkopf) und die tamang tungna der Tamang (vier Saiten und Pferdekopf). Die beiden letztgenannten sind regionale Varianten der allgemein bei Schäfern im Himalaya beliebten tungna.
Die hauptsächlich durch die gemeinsame Region des Himalaya und tibetischen Hochlands vereinte Gruppe von Langhalslauten haben üblicherweise drei Doppelsaiten, aber individuell sehr unterschiedliche Korpusformen (rund, oval, rechteckig) und unterschiedliche Übergänge vom Korpus zum Hals. Typischerweise sind sie 70 bis 100 Zentimeter lang. Allein bei den in Ladakh gespielten sgra-snyan lassen sich drei Varianten nach ihrer Herkunft unterscheiden: solche aus Zentral-Ladakh (ovaler Korpus und breiter rautenförmiger Übergang zum Hals), aus West-Tibet (eher rechteckiger Korpus mit kleinen Zacken am Hals) und solche von den Tibetern im nordindischen Dharamsala (runder Korpus und mit einem längeren Hals, Gesamtlänge 103 bis 115 Zentimeter).
Eine weitere Korpusform bei Langhalslauten sind Doppelresonatorlauten mit zwei rundlichen Schalen hintereinander, von denen die untere üblicherweise etwas größer ist. Zusammen bilden sie eine liegende Acht wie bei der in Iran, im Kaukasus und Zentralasien vorkommenden Langhalslaute tar sowie im Himalaya bei Varianten der tibetischen dran-nye und der arbajo. Deren tiefer Korpus wird generell aus einem Holzblock geschnitzt. Bei heutigen tar und Instrumenten aus dem 19. Jahrhundert sind beide Korpusteile mit Tierhaut bespannt, während persische Miniaturen aus dem 16./17. Jahrhundert rabab oder shidirghu genannte Langhalslauten mit einer Hautdecke über der unteren und einer Holzdecke über der oberen Korpushälfte zeigen. Bei der tibetischen sgra-snyan kommen beide Arten der Korpusdecke vor. Ein Hinweis auf das Alter und die Verbreitung dieser Korpusform liefert ein Wandbild in einem buddhistischen Tempel in Polonnaruwa (Sri Lanka) aus dem 12. Jahrhundert. Die nur noch in einer Umzeichnung existierende Darstellung von einer Szene aus einem Jataka enthält eine Musikerin, die eine Langhalslaute mit zwei kreisrunden verbundenen Korpushälften spielt.
In Nepal sind rund 200 oder 250 traditionelle Musikinstrumente bekannt, von denen 108 einschließlich der arbajo bis heute noch mehr oder weniger häufig verwendet werden.

## Bauform

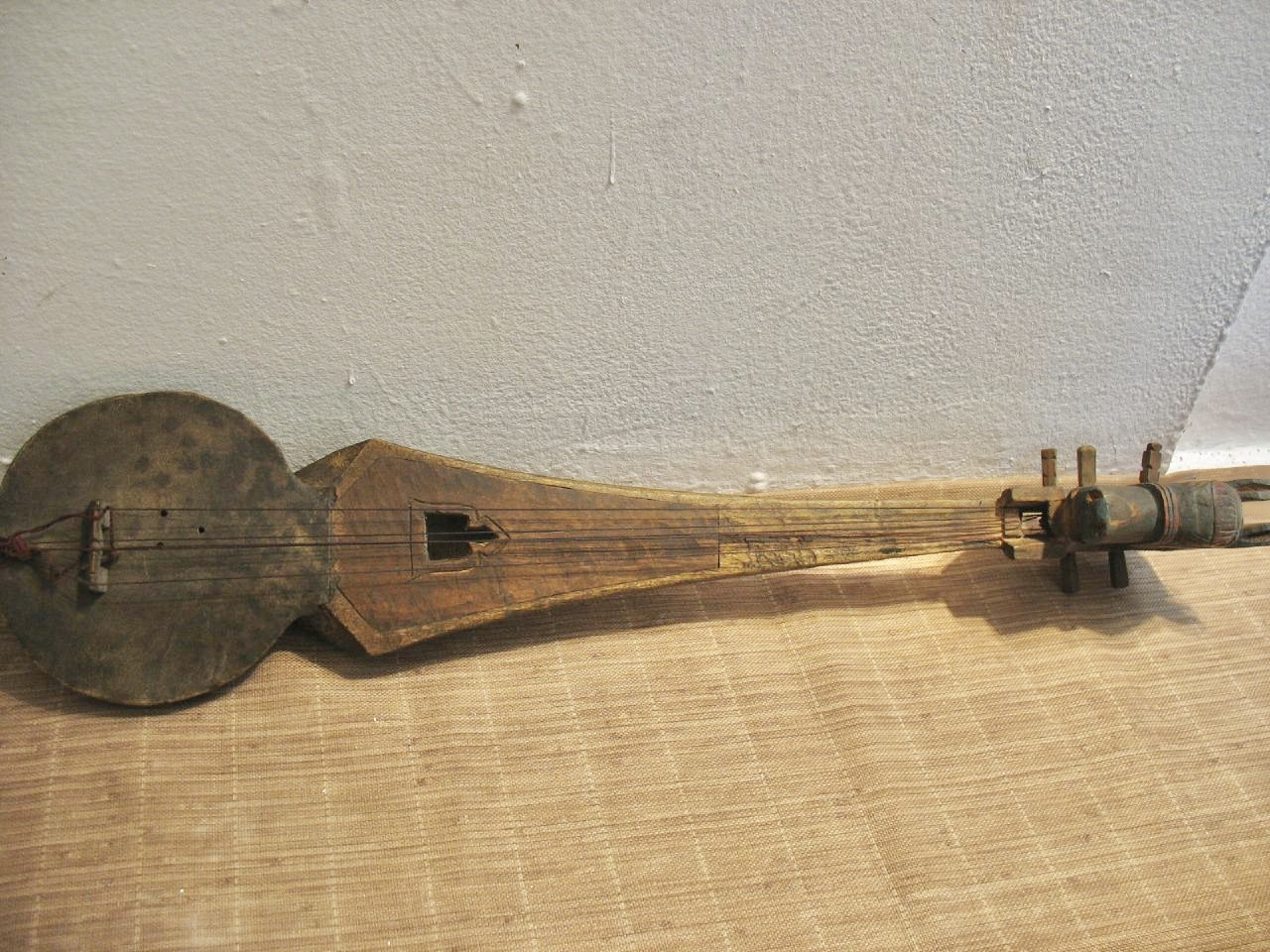
Nepalesische tungna mit einem doppelten, sich zum Hals verjüngenden Korpus und einem Pferdekopf am Wirbelkasten

Die arbajo ist eine Langhalslaute, deren Korpus und Hals aus einem Block geschnitzt wird. Wie bei der viersaitigen nepalesischen sarangi (die der indischen sarinda ähnlich ist) wird das weiche leichte Holz des 7 bis 18 Meter Höhe erreichenden Baums Sapium insigne (Gattung Euphorbia) mit dem Nepali-Namen khirro (kheraraa) verwendet. Den Korpus bildet üblicherweise eine kreisrund geformte Schale, die durch einen starken Einschnitt vom Hals getrennt ist. Der Hals ist entweder am Ansatz tiefbauchig, breit, ausgehöhlt und verjüngt sich allmählich bis zum oberen Ende oder er bildet am Übergang auf beiden Seiten eine halbrunde Ausbuchtung, sodass sich insgesamt eine Korpusform ergibt, die sich an die liegende Acht der iranischen tar annähert. Beide Formen besitzen somit einen doppelten Resonanzkörper. Bei einer weiteren Variante ist der Resonanzkörper tiefbauchig oval und durch ein rechtwinklig zum Hals auskragendes Querholz von diesem abgesetzt. Eine typische arbajo ist 60 bis 70 Zentimeter lang und damit kürzer als andere Langhalslauten. Ram Prasad Kadel (2007) beschreibt eine 100 Zentimeter lange arbajo mit einem ungefähr kreisrunden Korpus von 22 Zentimetern Breite und 17 Zentimetern Tiefe, deren Wirbelkasten von einem geschnitzten Kopf des Gottes Brahma bekrönt wird.
Der Korpus ist mit einer Decke aus einer am Rand festgenagelten Tierhaut bespannt. Bei einem zweigeteilten Korpus besitzt der obere eine Holzdecke, die in der Höhe bündig mit dem Griffbrett eingepasst ist. Die vier Saiten verlaufen über einen ungefähr mittig auf der Decke aufgestellten Steg bis zu einem am Korpusende vorkragenden Holzzapfen, an dem sie verknotet sind. Am oberen Ende sind die Saiten an seitenständigen Holzwirbeln in einem nach vorn gebogenen und an der Unterseite offenen Wirbelkasten befestigt. Die Saiten bestehen aus Nylon, tiefere Saiten oft aus mehreren verdrillten Strängen. Die Saiten werden über drei Oktaven auf C, c, g und c1 gestimmt. Der Musiker zupft sie mit einem Plektrum, meist mit einem Gitarrenplektrum aus Kunststoff.
Die Beschreibung trifft im Wesentlichen auch auf die kleine, von den Newari in Nepal gespielte tungna (tungana) zu, bei der üblicherweise der Wirbelkasten in einem nach vorne gekröpften, oft aufwendig geschnitzten Drachenkopf endet. Eine tungna besitzt drei Saiten, vier Saiten oder drei Doppelsaiten. Bei der tibetischen dran-nye mit drei Doppelsaiten ist der Wirbelkasten als Pferde- oder Drachenkopf gestaltet (auch als „Drachen-Pferd“ verstanden).

## Spielweise

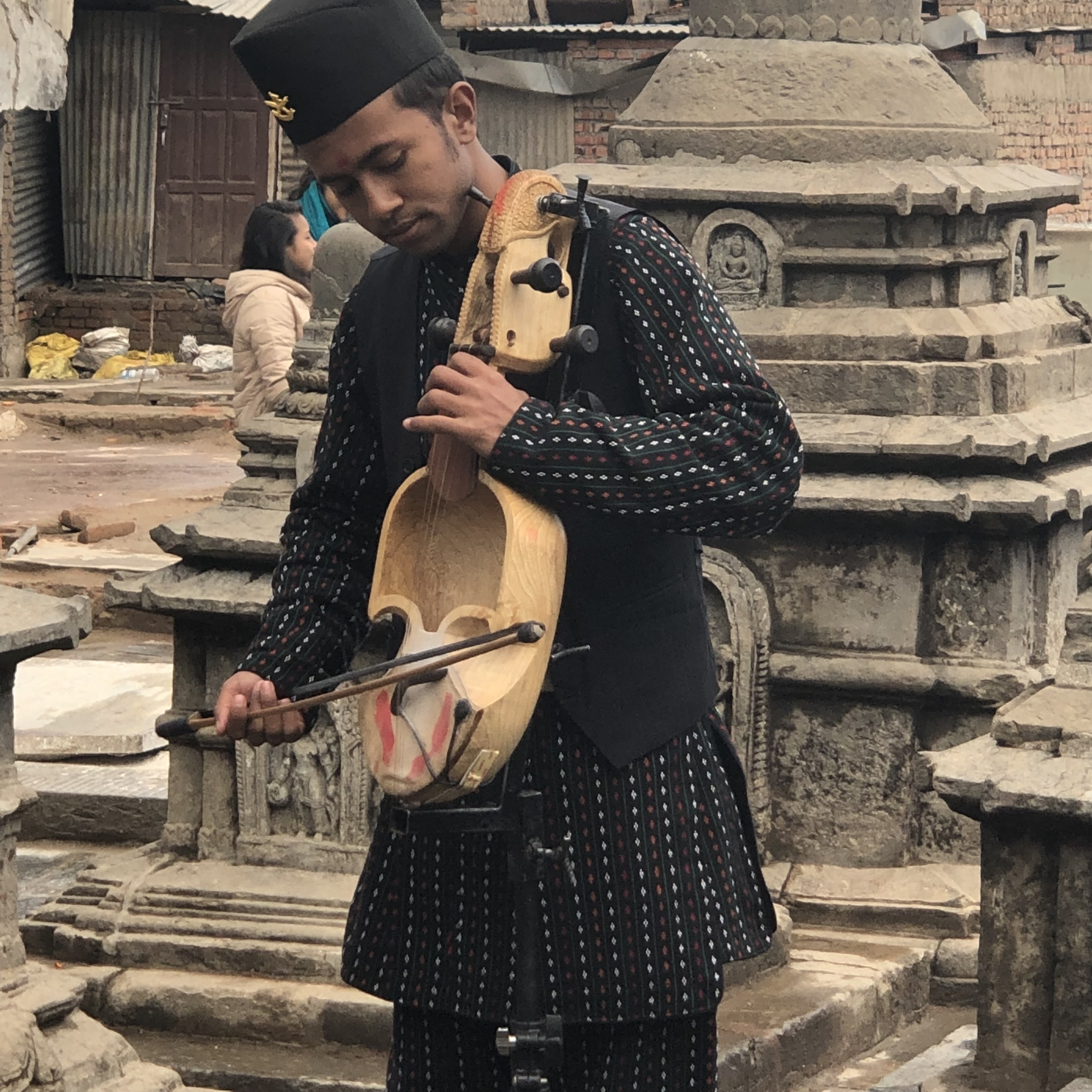
Musiker mit einer nepalesischen sarangi am Swayambhunath-Stupa

Die nepalesische Gesellschaft ist in soziale Kasten gegliedert wie die indische. Auch wenn die Abgrenzungen zwischen endogamen Berufskasten teilweise aufgebrochen sind, bilden Handwerker nach wie vor die unteren Kasten (Dalit) und innerhalb dieser stehen die professionellen Musiker auf der niedrigsten Sozialstufe. Zu den Musikerkasten gehören die Damai, die ihren Namen von der Kesseltrommel damaha, mit der sie unter anderem auftreten, übernommen haben, und die Gaine, die nach den himmlischen Musikern der indischen Mythologie Gandharva (auch Gandharba) genannt werden. 
Die hinduistischen Gaine stammen möglicherweise aus Rajasthan, von wo sie im 13./14. Jahrhundert vor den Moguln nach Nepal flohen. Sie sind traditionell Bettelmusiker, Sänger und Geschichtenerzähler, die sich hauptsächlich auf der nepalesischen sarangi oder selten auf der arbajo begleiten. Während ältere Gaine in Dörfern und Außenbezirken von Städten nach wie vor als wandernde Bettelmusiker umherziehen, betätigen sich jüngere Gaine in den Städten eher als Studiomusiker, falls sie nicht in andere Berufe im Handwerk und in der Landwirtschaft ausweichen. Auch nach der offiziellen Abschaffung des Kastensystems in den 1960er Jahren blieben die Gaine ihrer zugewiesenen sozialen Rolle verpflichtet, weshalb ein Wechsel in einen völlig anderen Beruf eine Befreiung von den Zwängen des Kastensystems und eine wirtschaftliche Verbesserung darstellen kann. Dies führt dazu, dass ältere Gaine-Musiker ihre Tradition kaum noch an die jüngere Generation weitergeben und die arbajo seit Ende des 20. Jahrhunderts fast verschwunden ist. Ihr traditionelles Siedlungsgebiet ist vor allem der Distrikt Salyan in Westnepal. Außerhalb Nepals sind Gaine als Wandermusiker bei zeremoniellen Anlässen neben den Musikerkasten Damai und Badi auch in Sikkim aktiv.
Nach Angaben des nepalesischen Statistikbüros betrug die Zahl der Gaine 2011 landesweit 6791. Im zentralen Distrikt Baglung lebten 2011 von 40 Gaine-Haushalten (mit 203 Personen) nur 8 Haushalte von der traditionellen Musizierpraxis.
Für die Gaine ist die ältere arbajo ein „männliches“ Musikinstrument gegenüber der weiter verbreiteten nepalesischen sarangi, die als „weiblich“ gilt. Die Symbolik bezieht sich auf die kleinere Bauform und den weicheren melodischeren Klang der gestrichenen sarangi gegenüber der etwas größeren und tiefer klingenden arbajo, die eher rhythmisch eingesetzt wird. In ihrer musikalischen Funktion für die Liedbegleitung ähnelt die arbajo der ein- oder zweisaitigen Schalenspießlaute ektara in Nordindien. 
Mit der sarangi oder nur noch selten der arbajo als Begleitung tragen die Gaine-Musiker bei religiösen Zeremonien und sonstigen festlichen Anlässen Lieder und Geschichten (gainegeet) vor. Dies sind heroische Balladen (kārkha), die von historischen oder legendären Personen (Königen und Helden) handeln, Hymnen aus den großen hinduistischen Epen (bhajan), Lieder über die jahreszeitlichen Zyklen in der Landwirtschaft, Lieder über gesellschaftliche Anlässe und Lieder, um den Segen für Brautpaare zu erbitten. Für die Abfolge von Ritualen im Verlauf einer Hochzeitszeremonie sind jeweils eigene musikalische Formen und Lieder erforderlich. So sorgen die Damai bei Hochzeiten mit dem traditionellen Ensemble panche baja (zu dessen Instrumentarium die Kegeloboe sahanai, die gebogene Trompete narsinga und die gerade Trompete karnal gehören) für eine laute Prozessionsmusik im Freien. 
Die zeremoniell verwendete arbajo gilt als Deva baja („göttliches Musikinstrument“). Ein bedeutender religiöser Anlass für den Auftritt der Gaine ist das Vasant Panchami genannte Jahresfest zur Verehrung der Göttin Sarasvati. Mit den unterschiedlichen Gesangsformen bewahren die Gaine die mündlich überlieferten Erzählungen über die nepalesische Gesellschaft und Kultur. Früher übermittelten die zwischen den Dörfern herumziehenden Gaine mit ihren Liedern auch Nachrichten, wofür sie von den Haushalten Geld oder Nahrung erhielten.
Um die Jahrtausendwende war die arbajo aus dem alltäglichen Gebrauch nahezu verschwunden und durch die sarangi ersetzt. Nur in den Distrikten Lamjung und Kaski wurde sie noch gelegentlich von älteren Männern gespielt. Der im Distrikt Kaski lebende Mohan Gandharva war um 2012 der einzige verbliebene traditionelle arbajo-Spieler und Lehrer in Nepal.
Der Musiker, Sänger und Musikethnologe Lochan Rijal (* 1980), Professor im Fachbereich Musik an der Universität von Kathmandu, erlernte in den Jahren nach 2000 im Distrikt Kaski von Gaine-Musikern das Spiel der arbajo und ab 2010 die Herstellung neuer Instrumente. Seitdem gilt Rijal als Wiederentdecker der verschwundenen arbajo, indem er die Laute in einer neuen Form von komponierter Volksmusik durch Tonträger und im Hörfunk landesweit bekannt machte.
Ein bekannter aktiver sarangi- und arbajo-Spieler der Gaine ist Prakash Gandharva. Für die BBC trug Prakash Gandharva 2019 ein Programm mit Erzählungen vor, in denen er die Wilderei und den Handel mit Wildtieren in Nepal anprangert.